# Genesung (Film)
Genesung ist ein deutscher Spielfilm der DEFA von Konrad Wolf aus dem Jahr 1956 nach dem gleichnamigen Hörspiel von Karl-Georg Egel und Paul Wiens.

## Handlung
Friedel Walter verlässt das Krankenhaus in Ahlsund, in dem er als Dr. Müller arbeitete, ohne sich umzudrehen. Sein Weg führt ihn, mit einer Empfehlung seines Patienten Max Kerster, zu Ernst Mehlin, dem er das Geständnis ablegt, dass er mehrere Jahre den Titel eines Doktors unberechtigt führte. Es stellt sich heraus, dass die beiden sich kennen, da Friedel Walter dem heutigen Leiter eines Bezirks der DDR in der Zeit des Nationalsozialismus das Leben rettete. Während eines Gesprächs Melins mit dem zuständigen Staatsanwalt über das Leben des falschen Arztes blickt der Film auf dessen vergangene zehn Jahre zurück.
Friedel Walter arbeitet in einem KdF-Heim als Gesangsunterhalter, der im dortigen Casino jeden Abend gute Laune verbreiten soll. Sein Medizinstudium hatte er abgebrochen, da er eine Mitgliedschaft im Nationalsozialistischen Deutschen Studentenbund ablehnt. Die Anstellung als Unterhalter hat er dafür gern angenommen, da er deshalb nicht an die Front musste. Seit fast drei Wochen bekommt Friedel jeden Abend Besuch von Irene Schorn, da sich beide verliebt haben. In einer Vorstellungspause gehen sie an den Strand und beobachten auf der Ostsee eine Schießerei, von der sie denken, dass es ein Feuerwerk wäre. Tatsächlich versuchen jedoch Schnellboote einen Kutter an seiner Fahrt nach Schweden zu hindern. In dem Boot befinden sich die Kommunisten Max Kerster und Ernst Mehlin, der dabei einen Schuss in die Lunge bekommt. Deshalb müssen sie die Flucht aus Deutschland abbrechen und fahren zurück nach Ahlund. Die Suche nach einem Arzt gestaltet sich schwierig, da Mehlin steckbrieflich gesucht wird, doch Irene kann ihren Freund überzeugen, dem Verwundeten zu helfen. Einer erneuten Flucht nach Schweden steht nun nichts mehr im Weg. Da Friedel wegen der Hilfsaktion jedoch seinen Auftritt verpasst, wird er im KdF-Heim entlassen. Um nun nicht an die Front zu müssen, plant er die Flucht in die Schweiz und kauft sogar zwei Fahrkarten nach Konstanz. Doch Irene will nicht mitfahren, weshalb Friedel allein fährt. Bei einem Halt auf der Strecke wird er auf einem Bahnhof von einer Feldjäger-Streife festgenommen und an die Front nach Frankreich geschickt.
Hier wird Friedel Walter als Sanitäter eingesetzt, da er durch sein abgebrochenes Studium über ein medizinisches Grundwissen verfügt. Auf dem Rückzug gerät er während einer Operation an einem Verwundeten in der Nähe von Düsseldorf unter Beschuss, an dessen Folgen sein Vorgesetzter, der Arzt Dr. Müller, verstirbt. Geistesgegenwärtig zieht Friedel dessen Kittel an und führt die Operation erfolgreich zu Ende. Die eintreffenden Soldaten der British Army nehmen ihn gefangen und registrieren ihn unter dem Namen Dr. Müller, da sie dessen Papiere in dem Kittel finden. Friedel wagt nicht zu widersprechen. Nach der Entlassung aus der Kriegsgefangenschaft fährt er sofort nach Ahlsund, um dort ohne Erfolg nach Irene Schorn zu suchen.
Auf der Suche nach seiner ehemaligen Freundin geht er auch zum Einwohnermeldeamt, dessen Mitarbeiter entdeckt, dass es sich bei ihm um einen Arzt handelt und vermittelt ihn an das örtliche Krankenhaus. Die zaghaften Versuche, seine wahre Identität aufzuklären, bringen keinen Erfolg. Er wird im Krankenhaus mit sofortiger Wirkung von Professor Beheim eingestellt und bekommt dort auch ein eigenes Wohnzimmer. Am nächsten Morgen lernt Friedel seine zukünftige Station kennen, den Patienten in Zimmer 8 bekommt er aber erst zum Schluss zu sehen, denn hier handelt es sich um einen schwierigen Fall, der sich bereits seit fünf Jahren dort aufhält. Der Professor erklärt, dass es sich hier um den alten Widerstandskämpfer Max Kerster handelt, den es in den letzten Kriegstagen bei einem Bombenangriff noch erwischt hat. Wegen eines Bombensplitters ist er vom Bauchnabel an abwärts gelähmt, was sich auch nicht ändern wird. Nur darf er das nie erfahren, wird dem neuen Arzt ans Herz gelegt. Man lässt den Patienten in dem Glauben, dass seine Versuche die Zehen bereits wieder bewegen zu können, von Erfolg gekrönt sind und lindert seine Schmerzen mit Morphium.
Lange Zeit kann Dr. Müller sich die Qualen und das Selbstmitleid des Patienten nicht mit ansehen und er sagt ihm die Wahrheit über seinen Zustand. In einem längeren Gespräch gewinnt Max wieder Mut auf ein neues Leben, da Friedel ihm Hoffnung macht, eines Tages sich mit einem Selbstfahrer fortbewegen zu können. Obwohl es mit Max aufwärts geht, sein Morphiumbedarf sinkt und er wieder Lust am Leben bekommt, gibt es Ärger mit Professor Beheim, der nun die ganze Verantwortung an Dr. Müller überträgt. Vor allen Dingen soll dieser die neue Situation den Angehörigen erklären. Auf der Suche nach Frau Kerster trifft er auf Irene und denkt, dass er nur an der falschen Wohnungstür geklingelt hat. Es stellt sich jedoch heraus, dass Max der Ehemann Irenes ist, die sich über das doch noch abgeschlossene Medizinstudium Friedels freut, da er jetzt ein Doktor ist. Als sie hört, wie Friedel im Krankenhaus mit Dr. Müller angesprochen wird, denkt sie, Friedel Walter wäre dessen Künstlername während seiner Arbeit als Sänger gewesen.
Nach einer geglückten Operation kann sich Max wieder allein aufrichten. Er besteht eine Aufnahmeprüfung für ein Studium und ist auf dem Weg der Besserung. Durch einen Zufall muss er erkennen, dass Friedel und Irene sich bereits länger kennen. Er erfährt aber auch, dass Friedel seinem Genossen Ernst Mehlin nach dessen Schussverletzung auf der Flucht nach Schweden das Leben gerettet hat. Friedel erkennt die tiefe Liebe Irenes zu Max, nur sie selbst ist sich darüber nicht im Klaren, bis beide sich offen aussprechen. Friedel Walter will nun endlich mit dem Schwindel als Dr. Müller aufhören und sich den Behörden stellen. Deshalb verabschiedet er sich noch von Max, dem er noch einmal bestätigt, dass Irene ihn liebt. Von ihm erhält er noch ein Schreiben an Ernst Mehlin mit der Bitte ihn zu unterstützen. Es kommt zur Gerichtsverhandlung, in der ein mildes Urteil gefällt wird, Friedel Walter wird sein Medizinstudium nachholen können.

## Produktion und Veröffentlichung
Genesung wurde unter dem Arbeitstitel Abschied und Heimkehr als Schwarzweißfilm gedreht und hatte am 16. Februar 1956 im Berliner Kino Babylon Premiere. Die Erstausstrahlung im Deutschen Fernsehfunk erfolgte am 29. Februar 1956.
Das Szenarium stammt von Karl-Georg Egel sowie Paul Wiens und für die Dramaturgie war Willi Brückner verantwortlich. Die Außenaufnahmen wurden zum großen Teil in Stralsund gedreht.

## Kritik
Horst Knietzsch schrieb im Neuen Deutschland über den Regisseur und den Kameramann:

„Wolf zeigt, wenn auch manchmal noch tastend, Gefühl für Nuancen, den großen Ausdruck, die große Bildwirkung. Er ist schöpferischer Gestalter der literarischen Vorlage. Werner Bergmann setzt überlegt die Kamera in ihre Rechte ein und nutzt gemeinsam mit dem Regisseur die großen Möglichkeiten der Bildgestaltung. Dabei schießt er in der Verwendung von Symbolen einige Male über das Ziel hinaus: die Ursachen dafür liegen aber schon im Szenarium.“

In der Berliner Zeitung bemerkte -ob-:

„Die Harmonie zwischen Spiel, Musik und Fotografie ist beachtlich. Die geschaffenen Typen sind liebenswürdige Menschen, weil sie ehrlich beobachtet und wiedergesehen wurden.“

Das Lexikon des internationalen Films schreibt, dass in dieser thematisch und darstellerisch interessante Verfilmung eines „deutschen Schicksals“, die künstlerische Schwächen vor allem im zeitbedingten Pathos begründet liegen."

## Auszeichnungen
- 1956: Filmfestival zur III. Internationalen Messe in Damaskus: Bronzemedaille